# チャールズ・プラット

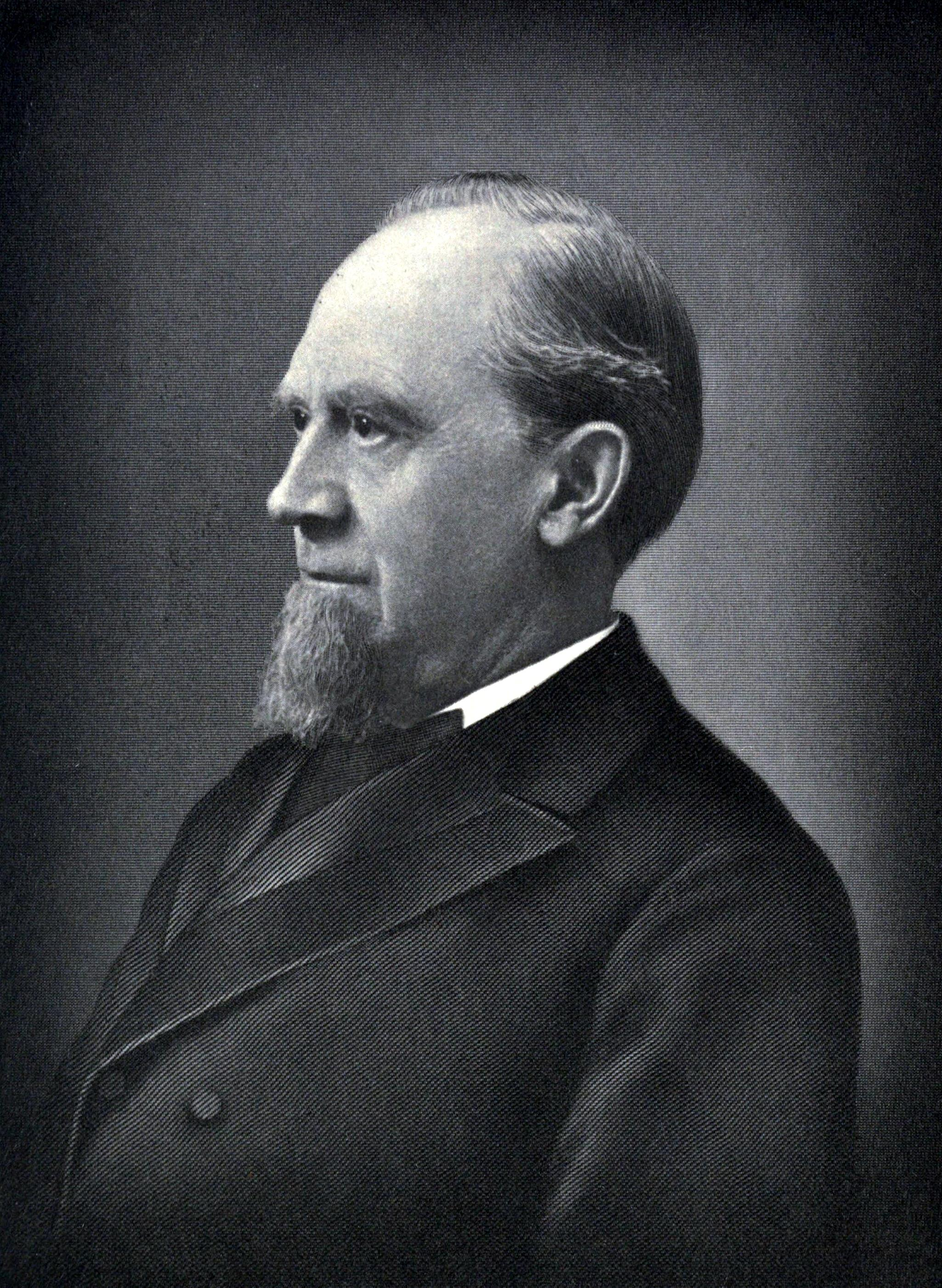
プラット

チャールズ・プラット（Charles Pratt、1830年10月2日 - 1891年5月4日）は、アメリカ合衆国の資本家、実業家および慈善家。

## 人物
プラットはアメリカ石油産業の開拓者で、ニューヨーク州ブルックリンに灯油精製会社アストラル・オイルを設立した。プラットの製品はその後「チベットの神聖なランプはアストラル・オイルで灯る」というスローガンで販売された。彼はヘンリー・H・ロジャーズを採用し、チャールズ・プラット・アンド・カンパニーを設立した。同社は1874年にジョン・ロックフェラーのスタンダード・オイルの一部になった。
プラットは教育研究に力を入れ、その名を取ったプラット・インスティテュートを設立、寄付した。彼と子どもたちはニューヨーク州ロングアイランドに、ゴールド・コーストとして知られるようになった大邸宅を建造した。1916年にスタンダード・オイルは汽船タンカー、S.S. チャールズ・プラットを所有し、それは同クラスの最初の船としてバージニア州のニューポート・ニューズ造船所で建造された。

## 経歴

### 生い立ち
チャールズ・プラットはマサチューセッツ州ウォータータウンでアーサ・プラットの11人の子供のうちの1人として生まれた。彼の父親は大工であった。チャールズはウェスリー教派の学校で三年を過ごし、1週当たり1ドルで時々生活したと言われている。
度重なる生活苦に苦学しながらも、名門アマースト大学を卒業。
プラットはマサチューセッツ州ボストンの近くにある絵の具および鯨油製品を取り扱う会社に入社した。1850年または1851年に彼はニューヨークに移り、同様の会社で働いた。
プラットは天然油産業の開拓者で、ニューヨーク州ブルックリンに灯油精製会社アストラル・オイルを設立した。

### チャールズ・プラット・アンド・カンパニー
1860年代中頃にプラットは、ペンシルベニア州西部の新しい油田地帯で2人の向上心を持つ若者、チャールズ・エリスおよびヘンリー・H・ロジャーズに出会う。プラットはエリスの故郷マサチューセッツ州フェアヘーヴンで彼から鯨油を購入した。彼らは小さなベンチャー企業、ワムスタ精油所をオイル・シティの近くのマクリントックスヴィルに設立し、プラットの会社に生産の全てを固定価格で販売した。
エリスとロジャーズは油井を持たず、プラットに精製油を販売するため原油の購入に依存した。数カ月後原油価格は投機によって急騰した。二人はプラットとの契約に応えようと努力したが、すぐに余剰分は底をつき、プラットに対して多くの負債を負うことになった。
エリスは経営をあきらめたが、1866年にロジャーズはニューヨークでプラットに会い、自らが全ての負債に対する直接の責任を取ることを伝えた。プラットはこの態度に感銘を受け直ちにロジャーズを自らの会社に採用した。続く数年でロジャーズは、エルバート・ハバードの言葉でプラットの「手足となり目、耳となった。」『Little Journeys to the Homes of Great Businessmen』(1909)
プラットはロジャーズをブルックリン精油所の現場主任に任命し、販売が年間5万ドル以上に達したときは会社を共同経営することを約束した。ロジャーズと妻のアビーはブルックリンのグリーンポイント地区に転居した。ロジャーズは質素な生活を続け、非常に熱心に働いた。アビーは彼の食事を精油所に運んだ。また彼はしばしば毛布にくるまって一晩に三時間しか眠らなかった。ロジャーズは現場主任から精油所長、そしてアストラル・オイルの最高責任者まで昇任した。プラットは、最後にロジャーズにビジネスへの関心を与えた。1867年にプラットはパートナーとしてのヘンリー・ロジャーズと共にチャールズ・プラット・アンド・カンパニーを設立した。

### スタンダード・オイル
1870年代の初めにプラットとロジャーズは、ジョン・D・ロックフェラーのサウス・インプルーブメント社との争いに没頭するようになった。それはペンシルバニア鉄道 (PRR) および他の鉄道会社との秘密リベートシステムで、サウス・インプルーブメント社が便宜を得ようとしたものであった。ロックフェラーとサウス・インプルーブメント社の共謀はペンシルベニア州西部の独立した石油採掘業者および製油業者の憤慨を呼び起こした。
ニューヨークの精錬業者によるサウス・インプルーブメント社に対する反対活動はロジャーズによって率いられた。ニューヨークの精錬業者達は協会を組織し、1872年の3月中頃にチャールズ・プラット・アンド・カンパニーの代表としてロジャーズを含む三名の委員をオイル・シティの石油業者組合の顧問に送り込んだ。彼らの油田地帯への到着は大きな満足となった。彼らはペンシルベニアの独立石油業者と共に、PRRおよび他の鉄道会社からサウス・インプルーブメント社との疑わしい取引を終了すると約束する協定を取り付けた。石油業者達は満足したが、その喜びは短期にしか過ぎなかった。ロックフェラーは既にスタンダード・オイル社を組織し始め、他のアプローチに忙殺されていた。その中には反対者の買収も含まれていた。
ロックフェラーは協力と統合の計画を持ってチャールズ・プラットに接近した。プラットはロジャーズとロックフェラーの提案について話し合い、彼らは統合が利益になると判断した。ロジャーズは条件を文書化し、それはプラットと自分への金融的保証と仕事を保証した。ロックフェラーはロジャーズの申し出を受け、チャールズ・プラット・アンド・カンパニー（アストラル・オイルを含む）はロックフェラーの事業に加わる重要な独立製油業者の一つとなり、1874年にはスタンダード・オイル・トラストの一部となった。プラットの息子、チャールズ・ミラード・プラット(1858 - 1913)はスタンダード・オイルの重役に就任した。
プラットが信頼した部下であったヘンリー・H・ロジャーズはすぐにスタンダード・オイルの重要人物となり、1890年まで同社の副社長を務めた。プラットの要請でニューヨークに転居したロジャーズはそこにとどまり、スタンダード・オイルの外で投資を行い世界でも有数の富豪となった。彼は石油、ガス、鋼、銅、石炭および鉄道に興味を持ち、その経歴の終わりにバージニアン鉄道を設立した。

### プラット・インスティテュート
チャールズ・プラットは経済構造の変化に伴った産業労働者の職業訓練の必要性を認識したことで評価されている。1886年に彼はプラット・インスティテュートを創設し、1887年にニューヨーク州ブルックリンに開設した。

#### ゴールドコースト
プラットは1890年頃にニューヨーク州ロングアイランドのグレンコーヴに定住した。彼は家族を自らの近くで養うために、自らの邸宅を囲む1,100エーカー(4.5 km2)にも及ぶ大きな土地を購入した。しかしながら彼は翌年の1891年にニューヨークで死去した。
ロングアイランドのグレンコーヴでは、その後プラットの6人の息子と2人の娘が家を建設した。2004年現在、ゴールドコーストに沿ったプラット家の大邸宅のほとんどが現存し使用されている。
- ハロルド・I・プラットの邸宅だったウェルウィンは現在、ナッソー郡博物館として公開されている。
- ハーバート・L・プラットの邸宅だったブレーズは現在、ウェッブ中央建築学研究所である。
- ジョン・ティール・プラットの邸宅だったメイナー・ハウスは現在、ハリソン・ハウス・カンファレンス・センターである。
- フレデリック・B・プラットの邸宅ポプラ・ヒルは現在、グレンガーリフ老人ホームである。
- ジョージ・D・プラットの邸宅キレンワースは現在、国連のロシア代表団のため使用される

#### 汽船タンカーS.S.チャールズ・プラット
1916年3月、ニューポート・ニューズ造船所でSS H・H・チャールズ・プラットが進水した。同船は119,410バレルの原油運搬能力を誇る8,807トンのタンカーであり、プラット級タンカーの一番艦である。姉妹艦としてSS H・H・ロジャーズが1916年5月に就役した。両船はパナマ・トランスポート社(1939年以降スタンダード・オイル・オブ・ニュージャージーの子会社)によって運用された。
第二次世界大戦の初期の1940年12月21日に、S.S.チャールズ・プラットはアルバからシエラレオネのフリーポートに向かう途中、ドイツのUボートによってアフリカから220マイル沖合のインド洋で撃沈された。42人のアメリカ人乗組員のうち2人が死亡し40名が救助された。